# Centre technique de General Motors
General Motors Technical Center
Le Centre technique de General Motors (en anglais : General Motors Technical Center) est une installation de General Motors à Warren, dans le Michigan. Le centre abrite près de 16 000 salariés de l'entreprise depuis son inauguration le 16 mai 1956 par le président Dwight David Eisenhower.
Conçu par l'architecte Eero Saarinen et construit à partir de 1949, le centre est achevé en 1955 et a coûté environ 100 millions de dollars à l'époque. L'American Institute of Architects a reconnu en 1986 ce projet architectural comme le plus remarquable de son époque.
Depuis 2000, le centre est inscrit au Registre national des lieux historiques.

## Histoire, situation et aménagement
Le centre technique est conçu par l'architecte Eero Saarinen. Sa construction a commencé en 1949. Le site est achevé en 1955 et inauguré lors d'une cérémonie d'ouverture par le Président des États-Unis Dwight D. Eisenhower le 16 mai 1956.
Le site s’étend sur 130 hectares et est situé à Warren, dans le Michigan.  Le campus est délimité à l'est par la Van Dyke Avenue, à l'ouest par la Mound Road, au nord par la Chicago Road et au sud par la 12 Mile Road. Le site comprend 18 km de routes et 1,8 km de tunnels, 2 châteaux d'eau ainsi que 2 lacs. Ces lacs servent de réservoirs de secours en cas d'incendie majeur.
L'architecte divise le site selon les cinq pôles d'activité de la compagnie : recherche, ingénierie, développement des procédés, design industriel et services. Chacune de ces unités est re-divisée en cinq bâtiments faits de briques et de verres. Les façades des blocs sont constituées de séries de cadres vitrées d'une largeur d'1,50 mètre. Afin d'apporter une touche de diversité, les murs d'extrémité en briques sont tous émaillés d'une couleur différente. 
Le centre comprend 38 bâtiments et peut accueillir plus de 21 000 employés.

## Galerie

Bâtiment.
Dôme.
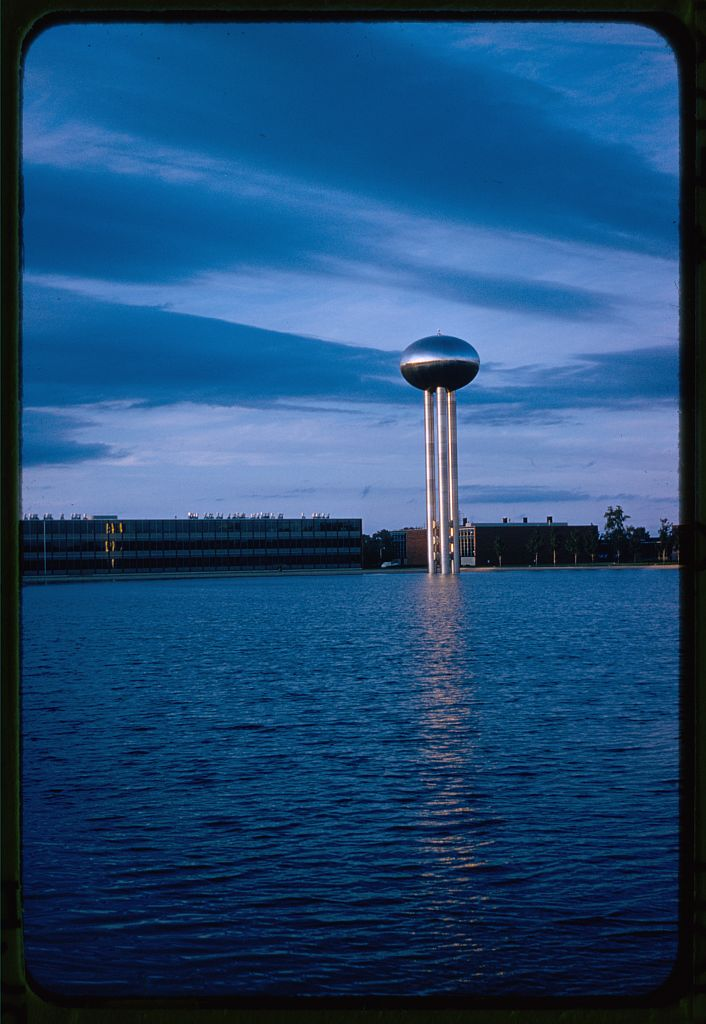
Châteaux d'eau sur le lac.